# Igreja de Saint-Gervais-les-Bains
A igreja de Saint-Gervais-les-Bains, (em francês:  église de Saint-Gervais-les-Bains), encontra-se em Saint-Gervais-les-Bains à entrada do vale Montjoie, na região administrativa francesa de Auvérnia-Ródano-Alpes, no departamento da Alta Saboia.
A igreja também é conhecida por igreja de Saint-Gervais et Saint-Protais já que ambos eram irmãos gêmeos, São Gervásio e São Protásio.

## História
As relíquias de São Gervásio foram descobertas em Milão mo ano 835 e levaram à construção no século XII da primitiva igreja da qual só resta o campanário que está classificado desde 1987 como monumento histórico da França.  Este é uma das duas torres destruídas no incêndio de 1792 e que datavam de 1108.
A obra é de Jean de la Vougniaz e Pierre de L'Esglise,  chefes pedreiro, originários da região de Vougniaz. Foi Jean de la Vougniaz que acabada esta começou coma a construção da capela de Notre-Dame-de-la-Gorge no fundo do vale Montjoie.

## Imagens

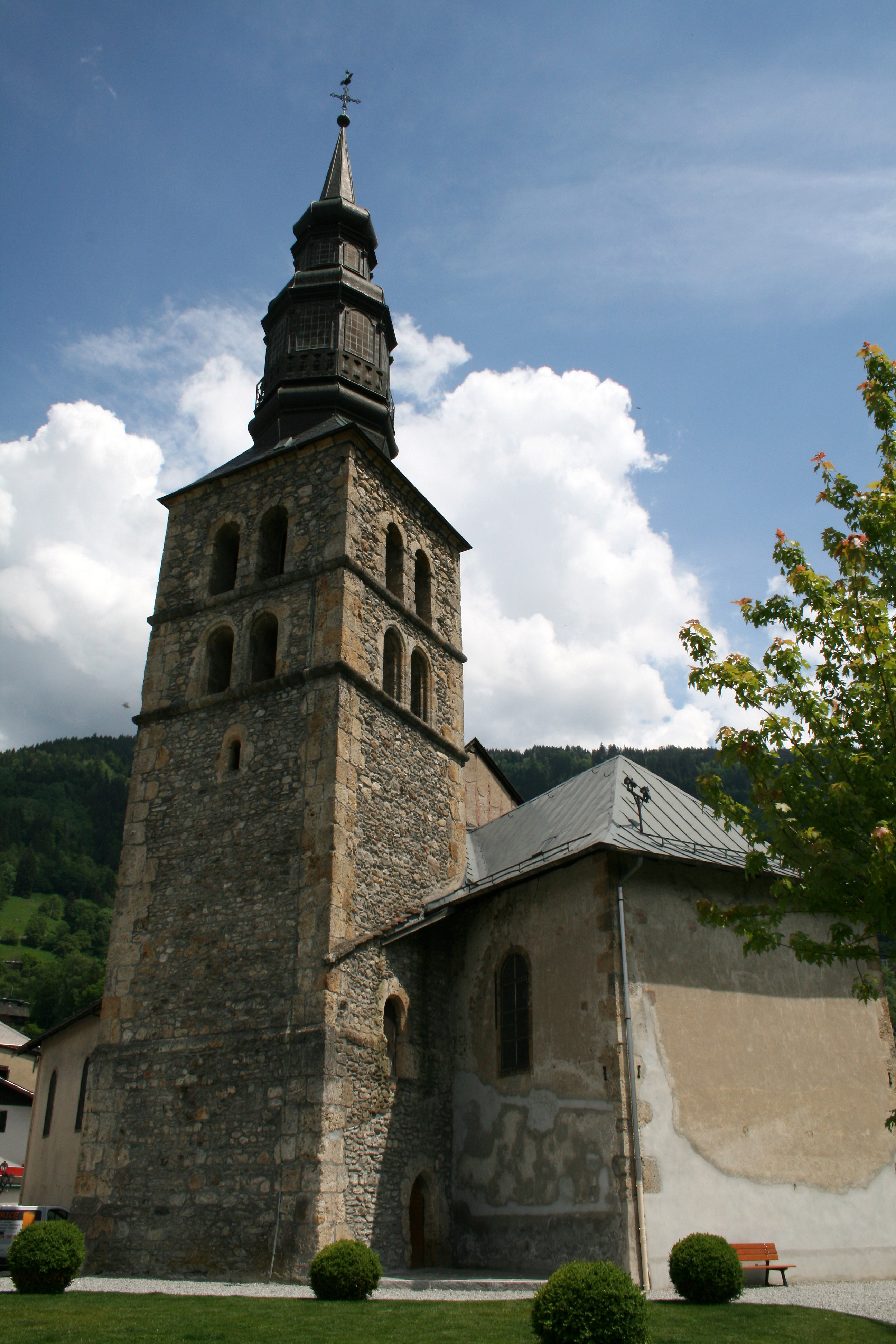
Torre-campanário do século XII